# Theodosius obeliszkje
I. Theodosius császár obeliszkje Isztambulban, az ókori lóversenypálya területén áll. Az obeliszket I. Theodosius római császár vitette Egyiptomból Konstantinápolyba 390-ben.

## Eredete

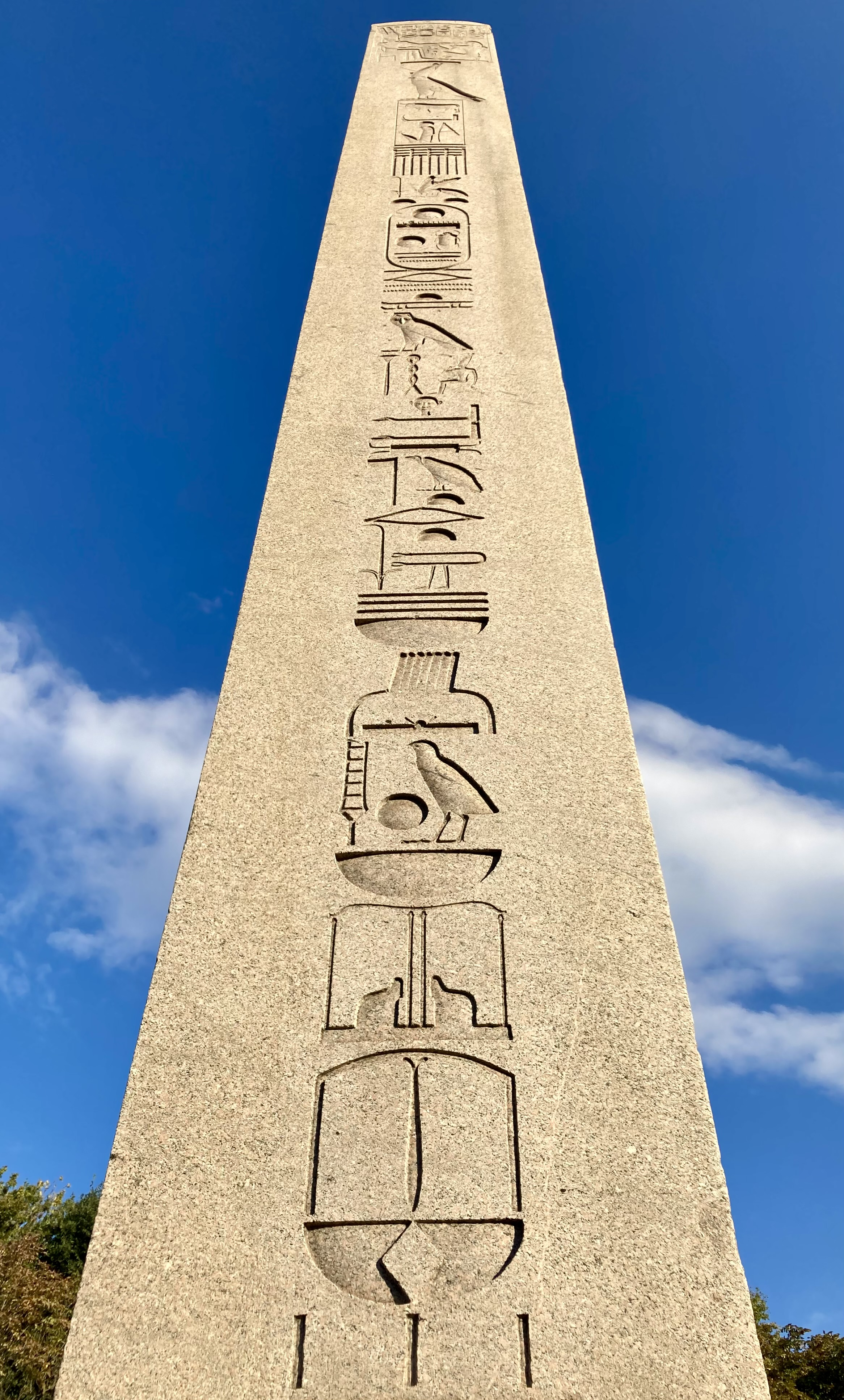

Az obeliszket eredetileg III. Thotmesz egyiptomi fáraó állíttatta az I. e. 15. században Karnakban, hogy emléket állítson szíriai győzelmének. A római császár szintén hadi sikereit ünnepelte az obeliszk felállításával: 388-ban legyőzte az ellencsászár Magnus Maximust. Az obeliszket Asszuánban faragták gránitból. Csaknem húsz méter magas, márványalapja gazdagon faragott, a domborművek a császárt és udvartartását ábrázolják. Alatta egy még szélesebb márványalapot helyeztek el. Az obeliszk sarkai négy bronzkockán nyugszanak. Az oszlopot egykor egy bronz fenyőtoboz koronázta, de 869-ben leesett az erős szélben.
A császár az obeliszk felállításával a régi római modellt követte: Augustus római császár az időszámítás előtti 10-ben emeltetett egy Egyiptomból hozatott oszlopot a Circus Maximusban. Más hasonló célú létesítményekben is voltak obeliszkek. A Circus Maximusban II. Constantinus felállíttatott egy második obeliszket is.
A konstantinápolyi obeliszket 390-ben állították fel a lóversenypályán, a hurkon belül. Elképzelhető, hogy az előkészületek egy egyiptomi obelisz felállítására már I. Constantinus római császár vagy II. Constantius római császár uralkodása alatt megkezdődtek. Egy 362 körül írt levél szerint Iulianus római császár utasítást adott egy Alexandria partjain heverő obleszik Konstantinápolyba szállítására. Ez arra utalhat, hogy vagy az egyik, vagy a másik Constantius már az alexandriai kikötőbe szállíttatta az oszlopot.
Az obeliszk felállítására tett első kísérlet nem sikerült, erre utalhat a talapzat latin feliratának az a része, amely nehéznek nevezi a munkálatot. Az oszlop valószínűleg már Konstantinápolyban eltört, és mostani mérete csak kétharmada az eredetinek.

## Az alapzat
Az alapzaton latin és görög felirat emlékezik meg az obeliszk felállításáról. A két szöveg között tartalmi eltérések vannak. Maximusra és fiára, Victorra csak a latin felirat hivatkozik, a latin 30, a görög viszont 32 napban jelöli meg az oszlop felállítására fordított időt. A szövegekből kiderült, hogy az obeliszk felállításáért Proclus, Konstantinápoly 388 és 392 közötti elöljárója felelt. 393-ban Proclust a mai Galata-torony helyén kivégezték Rufinus bizánci miniszter ármánykodása miatt, ezért nevét eltüntették a kőről. Theodosius halála után visszavésték nevét az alapzatra.

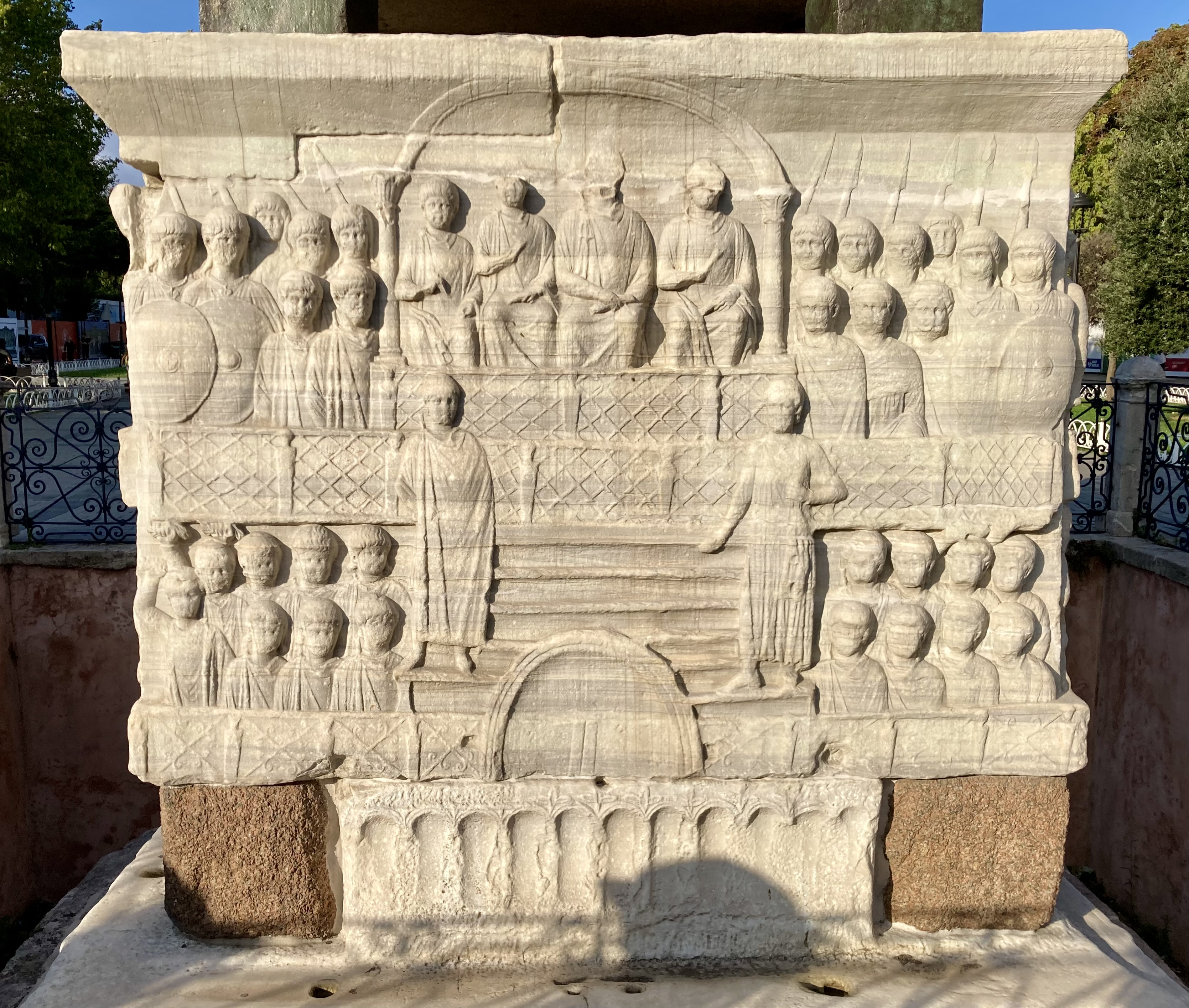
Délnyugati tábla
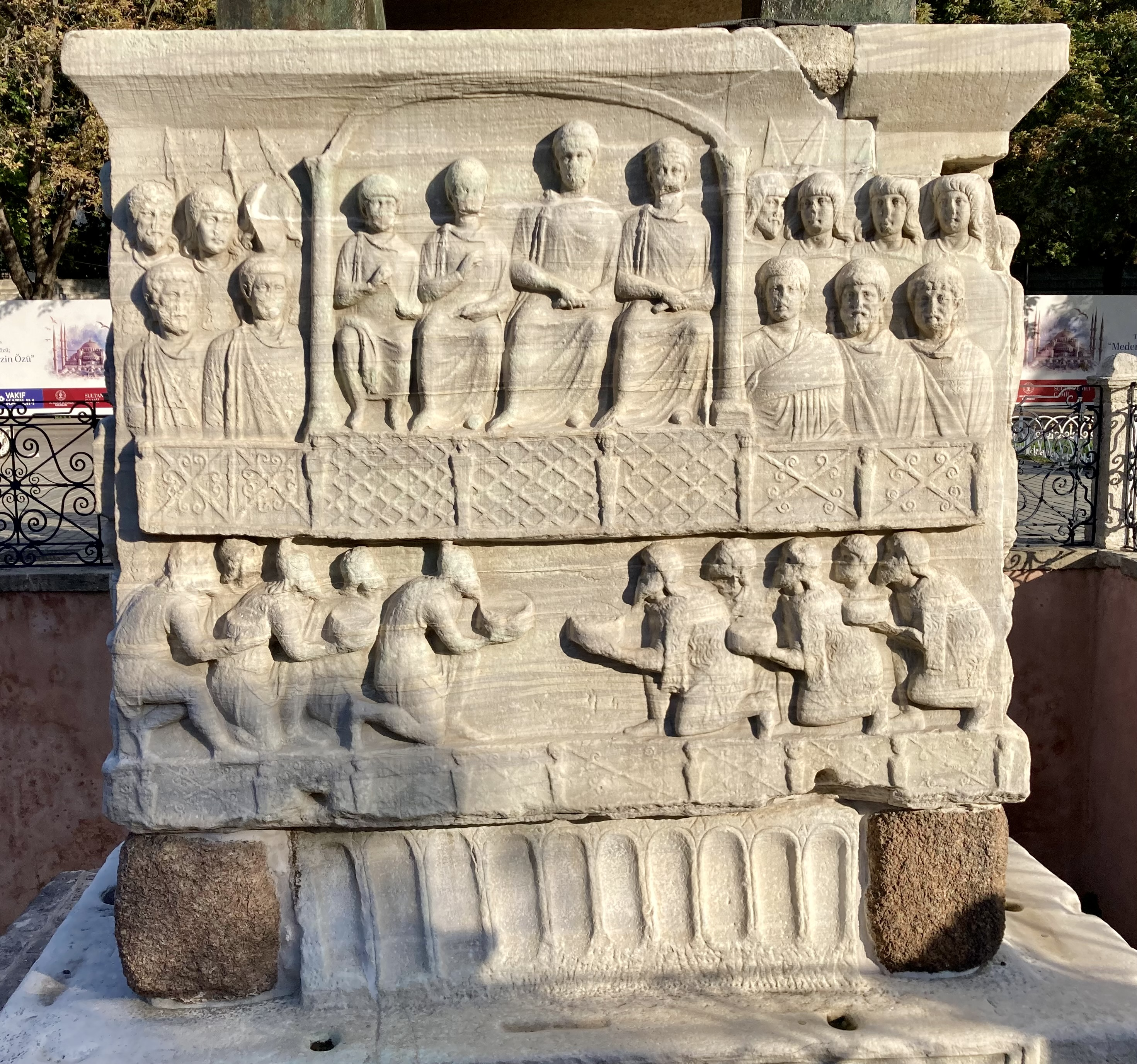
Északnyugati tábla
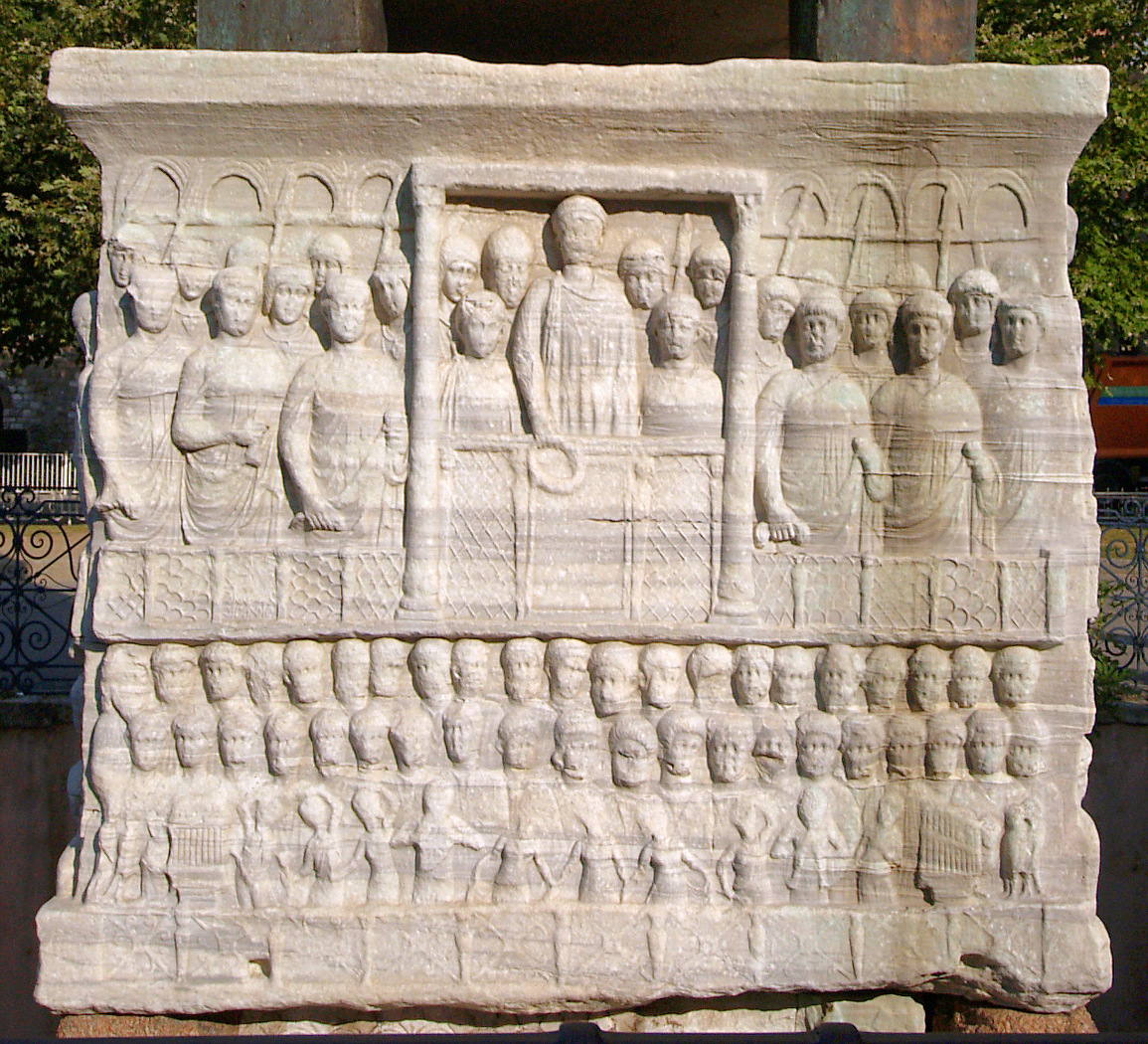
Délkeleti tábla
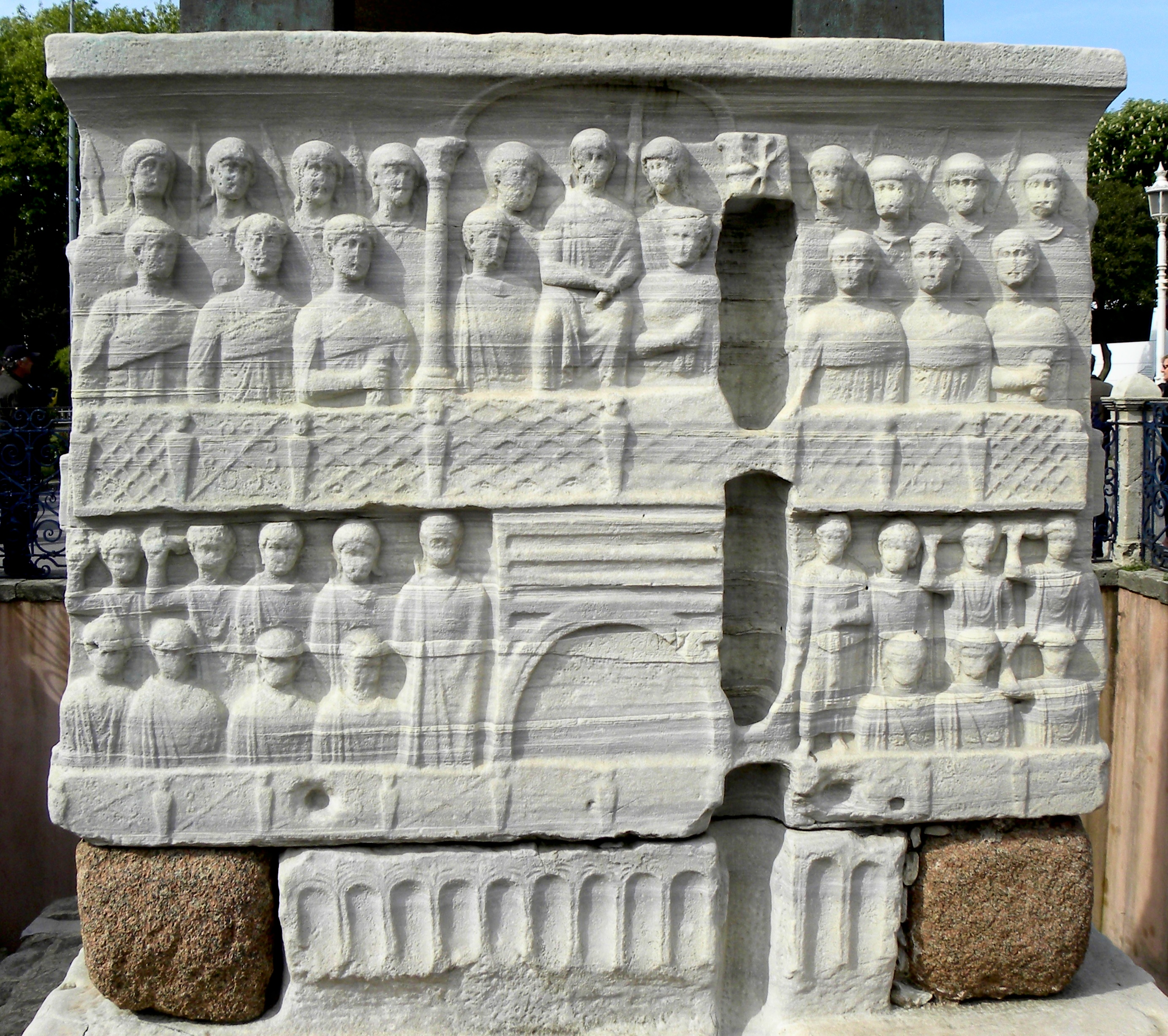
Északkeleti tábla

Az alapot díszítő domborműveken a császár és udvara látható a hippodromban rendezett versenyeken. A szobrászok mind a négy oldalon két részre, egy felsőre és egy alsóra választották a faragványokat. A felső minden alkalommal a császári páholyt ábrázolja, középen a császári csoporttal, szélein hivatalnokokkal és katonákkal.
A délnyugati tábla felső szegmensében megjelenik egy íves kapu, amely az északkeletin is látható. Alsó részére a lóverseny nézőinek sorait faragták a mesterek. Az alsó alapzaton már áll az obeliszk. Látható a Téglaobeliszk is, a lóversenypálya kanyarjait jelző oszlopok és talán a körszámláló. A pályán négy kocsi versenyez, felettük két lovas, ők valószínűleg a kocsiversenyben elért győzelmüket ünneplik. Az északnyugati tábla alsó felén térdelő, ajándékot hozó barbárok láthatók a páholy előtt, elképzelhető, hogy követek. A felső részen Theodosius mellett II. Valentinianus római császár alakja, valamint a 13 éves Arcadius és a hatéves Honorius áll.
Az északkeleti tábla alsó szegmensében a verseny nézői láthatók. Az íves kapu mellett a kíséret két tagja áll. A márványtömb alatti lapon az obeliszk felállítását örökítették meg. Az obeliszk a lóversenypálya oszlopsora előtt fekszik a földön, egy hivatalnok, elképzelhető, hogy Proclus, irányítja a munkásokat, akik kötelek és csörlők segítségével próbálják felállítani a kőtömböt. A délkeleti tábla alsó felére a nézők két sora alá táncoló nőket, fuvolán és víziorgonán játszó zenészeket faragtak. Felső szegmensében Theodosius győzelmi koszorút tart a kezében, mellette fiai. Mindkét oldalon konzuli öltözetet viselő figurák, kezükben fehér kendővel, amellyel jelt adnak a kocsiverseny megkezdésére.